# イエズス会

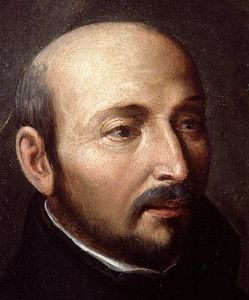
イグナティウス・デ・ロヨラ

創設メンバーの一人、フランシスコ・ザビエル。彼は日本にキリスト教を伝えたことで知られる。神戸市立博物館蔵。

イエズス会（イエズスかい、ラテン語: Societas Iesu）は、カトリック教会の男子修道会。1534年にイグナティウス・デ・ロヨラを中心として、フランシスコ・ザビエル、ピエール・ファーブルら7人によって創設され、1540年にローマ教皇パウルス3世により承認された。草創期から世界各地への宣教に積極的に取り組み、日本に初めてカトリックをもたらした。なおイエズスは、中世ラテン語による Iesus（イエス・キリスト）の古くからのカトリックの日本語表記である。
会の略称はS.J.であり、中国や古くの日本では「イエス」の漢訳が耶穌であることから耶穌会（やそかい）やジェズイット (Jesuit) 教団とも呼ばれた。
16世紀の宗教改革の時代に、フランス・モンマルトルの礼拝堂で、イグナティウス・デ・ロヨラとその学友によって「エルサレムへの巡礼」や「清貧と貞節」等の誓いが立てられたのが、その始まりである。
イエズス会は「神の軍隊」、イエズス会員は「教皇の精鋭部隊」とも呼ばれ、軍隊的な規律で知られる。このような軍隊的な会風は、創立者の1人で・初代総長のイグナティウス・デ・ロヨラが、修道生活に入る以前に騎士であり、長く軍隊で過ごしたことと深い関係がある。
現代では六大陸の112か国で活動する2万人の会員がいる。これはカトリック教会の男子修道会としては最大規模のものである。イエズス会の主な活動は高等教育と研究活動といった教育活動であり、宣教事業や社会正義事業と並んで活動の三本柱となっている。
イエズス会の保護者は聖母マリアの数ある称号の一つである「道の聖母 (Madonna Della Strada) 」。イエズス会の指導者は終身制で総長とよばれる。現在の総長はアルトゥロ・ソサ 師である。会の総本部はローマにあり、かつて本部がおかれていたジェズ教会（Chiesa del Gesù）は歴史的建築物となっている。

## 歴史

### 創設
1534年8月15日、イグナティウス・デ・ロヨラとパリ大学の学友だった6名の同志（スペイン出身のフランシスコ・ザビエル、アルフォンソ・サルメロン、ディエゴ・ライネス、ニコラス・ボバディリャ、ポルトガル出身のシモン・ロドリゲス、サヴォイア出身のピエール・ファーヴル）がパリ郊外のモンマルトルの丘の中腹のサン・ドニ大修道院教会堂（現在のサクレ・クール寺院の場所にあったベネディクト女子修道院の一部）に集まり、ミサにあずかって生涯を神にささげる誓いを立てた。この日がイエズス会の創立日とされている。彼らは清貧・貞潔の誓いとともに「エルサレムへの巡礼と同地での奉仕、それが不可能なら教皇の望むところへどこでもゆく」という誓いを立てた。
「モンマルトルの誓い」のメンバー（7人）
- イグナティウス・デ・ロヨラ（1491年 - 1556年）
- ピエール・ファーヴル（1506年 - 1546年）
- フランシスコ・ザビエル（1506年 - 1552年）
- シモン・ロドリゲス（1510年 - 1579年）
- ディエゴ・ライネス（1512年 - 1565年）：第2代総長[10]
- アルフォンソ・サルメロン（1515年 - 1585年）
- ニコラス・ポバディリャ（1507年/1511年 - 1590年）

1537年、一行はイタリアへ赴き、教皇から修道会の認可を得ようとした。当時の教皇パウルス3世は彼らの高い徳と学識を見て、まず彼らの司祭叙階を認めた。ファーヴルはすでに司祭叙階されていたため、他の6名が1537年6月24日にヴェネツィアで叙階を受けた。オスマン帝国と神聖ローマ帝国のカール5世の間で行われていた争いのために地中海を渡ってエルサレムに赴くことができなかったため、彼らはとりあえずイタリア半島にとどまって説教をしながら、奉仕の業に専念した。
1538年の10月、ロヨラはファーヴルとライネスの二人を連れて再びローマを訪れ、会憲の許可を願った。審査した枢機卿会の面々はほとんどが好意的にこれを評価したため、教皇パウルス3世は1540年9月27日の回勅『レジミニ・ミリタンティス』(Regimini Militantis) でイエズス会に正式な認可を与えた。このとき、与えた唯一の制限は会員数が60名を超えないようにということであった。この制限も1543年5月14日の回勅『インユンクトゥム・ノビス』(Injunctum Nobis) で取り払われた。ロヨラは会の初代指導者（総長）に選ばれ、会員たちをヨーロッパ全域に学校や神学校設立のために派遣した。
会が発展するに伴ってイエズス会の活動分野は三つに絞られていった。第一は高等教育であり、ヨーロッパ各地で学校設立の願いを受けてイエズス会員は引く手あまたであった。イエズス会員は神学だけでなく古典文学にも精通していることが特徴であった。第二の活動分野は非キリスト教徒を信仰に導く宣教活動であった。第三はプロテスタントの拡大に対するカトリックの「防波堤」になることであった。イエズス会員の精力的な活動によって南ドイツやポーランド、オーストリアなどのプロテスタンティズムは衰退し、カトリックが再び復興した。
ロヨラが1554年に改定した会憲では、イエズス会が総長をトップとする組織であることが明記され、教皇と会の長上への絶対的な従順を会員に求めた（ロヨラは「死人のごとき従順」(perinde ac cadaver) という言葉を用いている）。彼の座右の銘はイエズス会の変わらぬモットーとなった。それは「神のより大いなる栄光のために」(Ad Majorem Dei Gloriam) である。これは「どんな活動でもよい意志をもって精力的におこなえばかならず神の国のためになる」という精神を表している。

### 初期の活動
イエズス会が創立されたのは対抗宗教改革（カトリック教会の組織を建て直してプロテスタントの教勢拡大を食い止めようとした運動）の始まる直前であった。「イエズス会がプロテスタントに対抗して創設された」と言われており、教皇に対する忠実というイエズス会の精神から、会員たちは活動を通して人々にカトリック信仰を堅持させることに成功した。あくまで誇張した表現ではあるが、ロヨラは教皇への忠実を以下のように表現する。
「自分にとって黒に見えても、カトリック教会が白であると宣言するならそれを信じよう」
教皇への服従を唱えながらも、ロヨラと初期の会員たちは当時のカトリック教会には改革と刷新の必要があることを十分に理解していた。イエズス会員たちはプロテスタントへの攻撃などという表面的なことでなく、まずカトリック教会の内部に目を向けることの重要性を認識しており、教会にはびこる汚職、不正、霊的倦怠を激しく批判した。その結果、教皇への忠誠を誓うイエズス会員たちが教皇や教会の高位聖職者たちと揉め事を起こすという皮肉な事態に陥ることもあった。
ロヨラによれば、カトリック教会の改革の基本は1人1人の内的改心にあった。イエズス会員たちは個人の改心のための方法としてロヨラの編み出した霊的指導いわゆる「霊操」を用いた。霊操は、沈黙のうちに行う1ヶ月の黙想のプログラムで、これを授かるものは毎日異なるテーマについて黙想し、司祭による定期的な指導を受けながら、神が自分に望まれていることは何かを考えていく。霊操は、清めから照らし、統一へとすすむヨハネ・カッシアヌスと砂漠の教父たち以来の神秘主義の伝統にのっとっている。ロヨラの「霊操」は、神秘主義の黙想の伝統に即しながら、一般の人が実生活の中で行えるように、さらにはカトリック教会の内的刷新に貢献できるようにデザインされていることに意義がある。
ルネサンス後期におけるイエズス会の意義は、世界宣教だけでなく、主要な任務として大学と高等教育機関の運営に積極的に取り組んだことにある。1556年のロヨラの逝去時までに、イエズス会はすでに三つの大陸で74の大学を運営していた。自由教育のさきがけとして知られるイエズス会の教育方針は、ルネサンスの人文主義者が発展させた当時の新潮流である古典研究とカトリック教会で長年にわたって研鑽されてきたスコラ学を無理なく融合させたものとして大きな意味を持っていた。世界のイエズス会の統一教育指針となった「ラツィオ・ストゥディオールム」（学事規定）は信仰教育だけでなくラテン語・ギリシア語および古典文学、詩文、哲学、非ヨーロッパ語、科学、芸術の学習を課した。
それだけでなく、イエズス会学校ではその地域特有の言葉の文学および修辞学の学習を奨励した結果、各国における法律家や官公吏の重要な養成施設となった。教育事業によってイエズス会はポーランドのようなプロテスタントが急速に普及していた地域をカトリックに回帰させることになった。現代でも世界100か国以上にイエズス会の経営する学校がある。目に見えるものや芸術を通して人間は神と出会えるというカトリック教会の伝統的思想に従い、イエズス会では儀式や装飾の利用が奨励された。美術や音楽の重視というのは当時のイエズス会員の際立った特質であった。
強い信念と深い教養を持ったイエズス会員は各国の王族から霊的指導者として招聘されたため、近代ヨーロッパの政治状況に大きな影響を与えることになった。また、イエズス会が聖務日課の共唱など当時の修道会で常識とされていたことを会員に課さなかったことで、会員たちはより自由な活動が可能になった。

### 発展

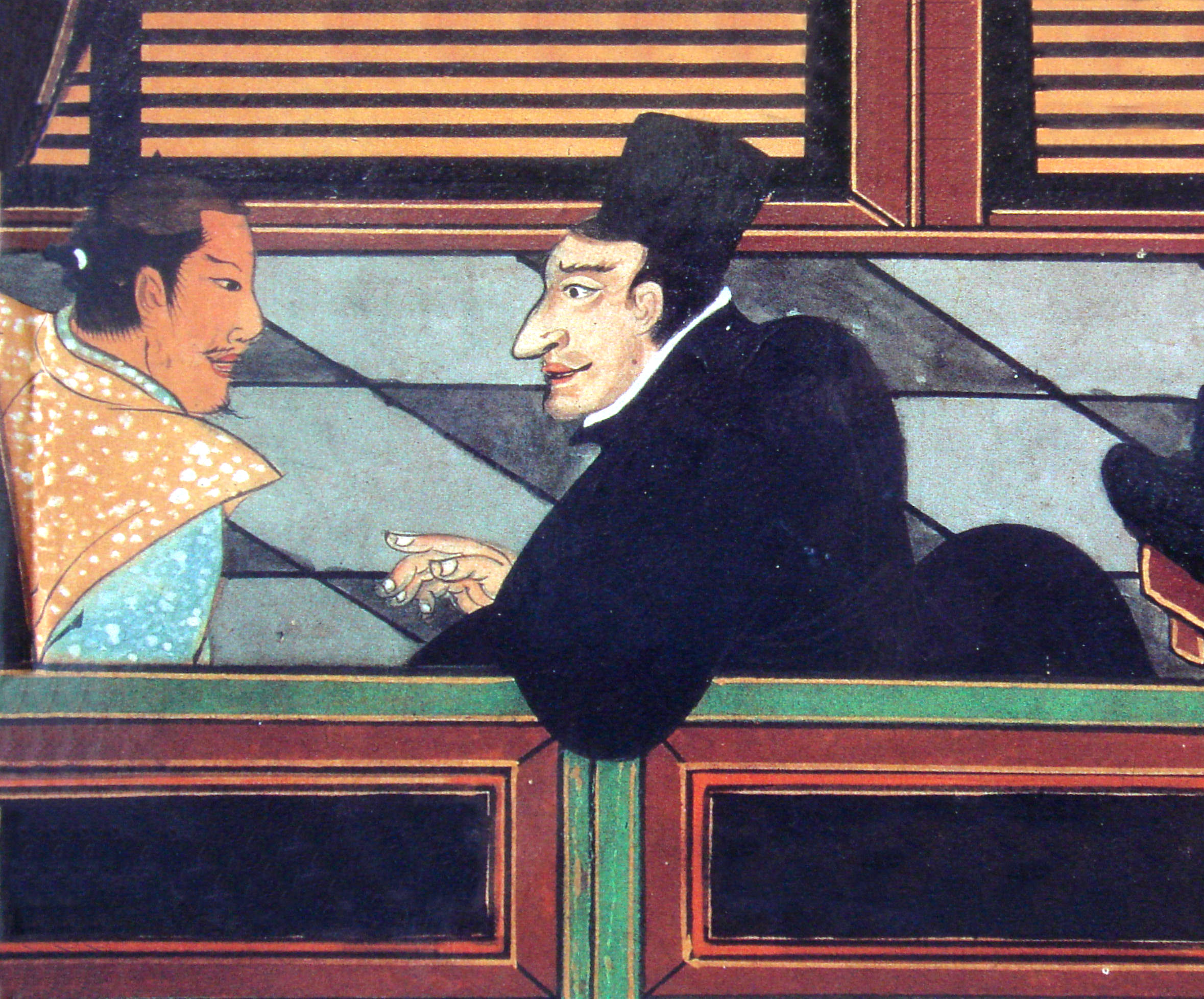
イエズス会員と日本人（1600年ごろ）

イエズス会は当初から世界各地での宣教活動を重視し、優秀な宣教師たちを積極的に派遣した。最も有名な宣教師はフランシスコ・ザビエルである。彼は西インド植民地の高級官吏たちの霊的指導者になってほしいというポルトガル王の要請にしたがって1541年にインドのゴアへ赴いた（ゴアはアジアにおけるイエズス会の重要な根拠地となり、イエズス会が禁止になった1759年までイエズス会員たちが滞在していた）。ザビエルはインドで多くの信徒を獲得し、マラッカで出会った日本人ヤジローの話から日本とその文化に興味を覚えて1549年に来日。2年滞在して困難な宣教活動に従事した（→ #日本での活動）。彼は日本人へ精神的影響を与えるために中国の宣教が不可欠という結論にたどりつき、中国本土への入国を志したが、果たせずに逝去した。16世紀のイエズス会士たちは中国と日本への宣教の拠点としてマカオを利用した。

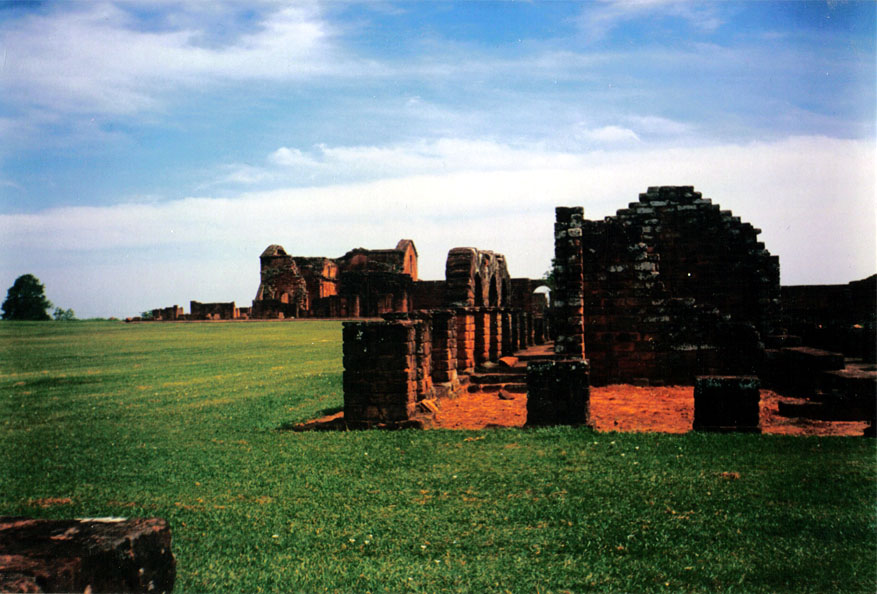
パラグアイのラ・サンティシマ・トリニダー・デ・パラナ伝道所遺跡

アメリカ大陸におけるイエズス会の宣教活動はヨーロッパ諸国（特に広大な植民地を保持していたスペインとポルトガル）の利害とかかわってしまったため、内政干渉という口実でさまざまな議論を巻き起こすことになった。ドミニコ会やイエズス会は主として当時のアメリカ大陸でネイティブ・アメリカンの権利を主張し、奴隷制に抗議していたからである。イエズス会員はキリスト教徒になったインディオを他部族やヨーロッパの奴隷商人の襲撃から守るためブラジルとパラグアイに「保護統治地」(Reducciones) をつくった。インディオを保護しようとするイエズス会員はスペインとポルトガルの奴隷商人およびそこから利権を得る政府高官にとって目障りであったため、のちにポルトガルからイエズス会への迫害が始まることになる。
マヌエル・ダ・ノブレガ (Manoel da Nóbrega) やジョゼ・デ・アンシエタ (José de Anchieta) は16世紀のブラジルでインディオ相手に宣教・教育事業を行いながら、いくつもの街をつくった。その中にはサンパウロ、リオデジャネイロなどのちに大都市になったものも含まれている。17世紀にはエウセビオ・キノがヌエバ・エスパーニャ北部のソノラ砂漠に、「砂漠の白い鳩」と呼ばれその美しさが称えられているアリゾナ州ツーソン近郊の聖ザビエル伝道教会などの多くの伝道所を設立した。またエウセビオ・キノは当時島だと信じられていたバハ・カリフォルニアが、半島であることを証明した。
中国におけるイエズス会の活動は典礼論争を生むことになり、後に問題の本質から離れてイエズス会への政治的攻撃の道具とされた。また、ヨハネス・グリューベル (Johannes Gruber) とアルベール・ドルヴィル (Albert d'Orville) は1661年に北京から青海湖を経てラサにたどりつき、同地に滞在後、カトマンズからアグラにいたった。彼らは初めてチベットの実情をヨーロッパに伝えたことで知られている。
宣教地で働くイエズス会員たちはその土地の文化や言語の学術的研究をすすめ、ヨーロッパに紹介した。たとえば1603年に発行された日葡辞書 (Vocabvlario da Lingoa de Iapam) は非常に画期的かつ浩瀚な内容で、現代においても17世紀の日本語の貴重な研究資料になっている。ほかにも南米ではトゥピ・グアラニ語辞典などもつくられている。

### 弾圧と復興
ヨーロッパ諸国がナショナリズムを強め、王権のもとに国をまとめていこうとしたとき、国境を越えて自由に活躍し、教皇への忠誠を誓うイエズス会の存在が目障りなものとなっていた。イエズス会への弾圧は18世紀になると急速に進み、ポルトガルではリスボン地震において壊滅的な打撃を受けた首都リスボンを巡って復興を進める政府と地震を神罰と捉えて復興そのものに否定的なイエズス会の衝突をきっかけとして、1758年にイエズス会は禁止されることになった。
ポルトガルがイエズス会員の国外追放を決めるとフランス、スペイン、ナポリ王国、両シチリア王国、パルマ公国もこれにならった。列強は教皇クレメンス13世にイエズス会を禁止するよう圧力をかけたが、教皇は頑として聞き入れなかった。だが、イエズス会を保護し続けたクレメンス13世が急逝し、次の教皇としてクレメンス14世が着座すると圧力はいっそう強まり、教皇はイエズス会をとるか、ヨーロッパ諸国と教皇庁との関係をとるかという究極の選択を迫られることになった。
このような経緯を経て1773年7月、クレメンス14世は回勅『ドミヌス・アク・レデンプトール (Dominus ac Redemptor)』を発してイエズス会を禁止した。ただロシアにおいて、イエズス会の貢献を高く評価していたエカテリーナ2世がイエズス会禁止の回勅の発布を拒否し、教皇も「列強の圧力に屈しはしたもののイエズス会を完全につぶすのはしのびない」と思っていたため、イエズス会はロシアにおいて細々と存続しつづけることができた。また、プロイセン王フリードリヒ2世も自国へのイエズス会士の亡命を許可し（彼は数年後、「我が国には、イエズス会士以外に学識のあるカトリック教徒はいない」とさえ言うようになる）、カトリック系の学校の教師として歓迎している。
1814年に教皇ピウス7世の小書簡『カトリケ・フィデイ』によってようやくイエズス会の復興が許可された。復興後のイエズス会は急激な成長を遂げた。そのことは多くの学校が19世紀に設立されたという事実からもわかる。たとえばアメリカ合衆国にある28のイエズス会大学のうち22はこの時期に創立されたか、あるいは他から引き取ったものである。弾圧を受けたことで、イエズス会の中で正統な権威というものに対するこだわりが強まったという指摘もある。もちろんこの指摘に対しては異論もあるが、概してイエズス会員には教皇への忠実という意識が強く存在し、19世紀にウルトラモンタニスム（教皇支持派）と呼ばれた人々の中に名を連ねたものも多く、第1バチカン公会議における教皇不可謬説の宣言の理論的枠組みをつくったものもいた。
スイスでは19世紀に起こったカトリック諸州とプロテスタント諸州の間の紛争の後、1848年憲法によってイエズス会の禁止が決定された。この禁止令は1973年5月20日に、国民投票によって廃止が決議されるまで存続した。
20世紀はイエズス会にとって発展と衰退の両面を示す世紀となった。カトリック教会全体の趨勢に従ってイエズス会員の数は1950年代にピークを迎え、以後ゆるやかに減少していった。会員が減少したにもかかわらず関連施設は増加し、協力者会の会員数も増えた。20世紀の著名なイエズス会員の中には「第2バチカン公会議のデザイナー」とも呼ばれるジョン・コートニー・マレーがおり、彼は同会議の文書の一つ「信教の自由に関する宣言」の草稿を書いたことで知られる。

### 現代

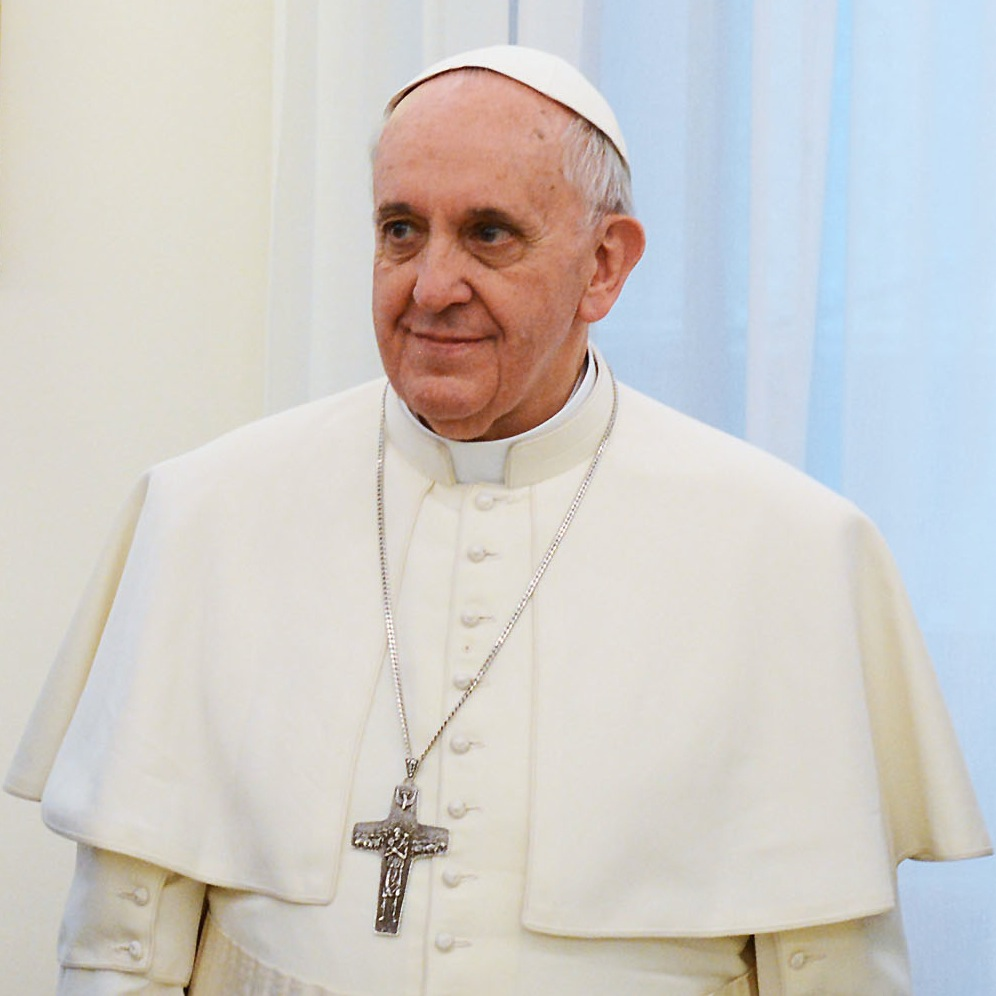
第266代ローマ教皇フランシスコは史上初のイエズス会出身のローマ教皇である。

教皇フランシスコの紋章。青のフィールドにイエズス会の太陽の紋章。それにマリアの象徴としての星とヨセフの象徴としての甘松（ナルド）の果実を配している。前のベネディクト16世と同様に三重冠の代わりにミトラを戴いている。

イエズス会は会員数約2万人弱、活動地域は六大陸の112か国に及ぶ世界で二番目に大きいカトリックの男子修道会である。会の活動は宣教・教育・社会正義など広範な分野にわたるが、特に有名なのは依然として高等教育である。世界各地にイエズス会の大学と高等教育機関があるが、現在この分野でもっとも活発なのはインドとフィリピンであろう。各地のイエズス会学校は所在地の文化に適応した教育を行っているが、「人生のモデルとしてのキリスト、生涯教育のスタートとして知的・霊的教育」という共通の教育目標を掲げている。
ラテン・アメリカでは解放の神学の熱心な推進者として多くのイエズス会員が知られている。解放の神学は時に微妙な政治の領域へ踏み込む危険があるため、カトリック教会において物議をかもしてきた。教皇ヨハネ・パウロ2世は数度にわたってその行き過ぎを非難している。アルゼンチンでの「汚い戦争」と呼ばれる軍政期の1976年に解放の神学のイエズス会士2人がアルゼンチンに赴いたものの海軍により拉致され拷問を受けることとなった。当時のイエズス会アルゼンチン管区長のホルヘ・マリオ・ベルゴリオは政府要人と接触し2人の解放のための交渉をし実現にこぎつけた。しかしベルゴリオの管区長としての軍政下の「非政治的な態度」は彼が2013年にローマ教皇に選出されると賛否が分かれた。
ペドロ・アルペ総長時代、イエズス会の活動テーマとして「社会正義と社会的弱者への優先的配慮」が掲げられた。オスカル・ロメロ司教暗殺から10年ほどたった1989年11月16日、イエズス会の六司祭（イグナシオ・エラクリア、セグンド・モンテス、イグナシオ・マルティン・ベロ、ホアキン・ロペス・イ・ロペス、フアン・ラモン・モレノ、アマド・ロペス）と家政婦をしていたエルバ・ラモスとその娘セリア・マリセラ・ラモスがエル・サルバドル軍兵士によって中央アメリカ大学の構内で殺害された。彼らは貧者の保護者であったため、政府から破壊活動を扇動しているというレッテルを張られた上での殺害であった。この事件はイエズス会全体の社会正義運動に対する意識を高め、殺害した兵士たちがアメリカ合衆国のジョージア州の基地で訓練されたことからアメリカ軍に対する抗議運動へと発展することになった。
2002年にはボストンカレッジの総長でイエズス会員のウィリアム・リーハイがカトリック教会を「危機を超えて再生へ向かわせる」とうたった21世紀プログラムを発表した。その中ではカトリック教会の検討すべき課題として司祭の独身性、女性の役割、信徒の役割などがとりあげられた。
2006年2月2日、ペーター・ハンス・コルヴェンバッハ総長は、教皇の了承のもと、80歳を迎える2008年に総長を退任すると発表した。2008年1月5日からローマで行われる第35回イエズス会総会では新総長の選出が行われることとなった。イエズス会総長は終身制だが、自主的な退任も可能であると会憲に定められている。
2006年4月22日、イエズス会の守護者である聖母の祝日に教皇ベネディクト16世はローマを訪れたイエズス会員たちに対して贈った言葉で「イグナチオ・ロヨラ、フランシスコ・ザビエル、ピエール・ファーヴルのような優れた聖性の人を源流とするイエズス会の存在に感謝し」た。彼はロヨラについて「まさに神の人であり、祈りの人であった。彼の存在の根源にあったのは聖体への深い信心であった」と語った。
2008年1月15日、ローマで開かれていた第35回イエズス会総会において前述のコルヴェンバッハ総長の退任に伴い、日本の上智大学に学び同校において教鞭を執ったこともあるスペイン人会士アドルフォ・ニコラス神父を新総長に選出。広島での活動が有名で上智大学で教鞭もとっていた28代ペドロ・アルペ総長に続く、日本に縁の深い人物の総長就任となった。
2013年3月13日、2月28日のベネディクト16世の退位に伴い前日12日から開幕したコンクラーヴェにおいて、イエズス会出身のホルヘ・マリオ・ベルゴリオ枢機卿（ブエノスアイレス大司教）が第266代ローマ教皇に選出され、教皇フランシスコを名乗る。フランシスコは3月16日のメディア向け会見の席上、教皇名を選んだ際のエピソードとして、冗談と前置きした上で「『君はクレメンス15世を名乗るべきだ。そうすれば（上記の通りイエズス会を弾圧した）クレメンス14世に仕返しができるじゃないか』と言われました」と述べ、出席者の笑いを誘った。フランシスコはまた教皇選出後、ニコラス総長から届いたイエズス会からの祝いのことばの返礼のために、ローマのイエズス会本部に直接電話している。

## 隠れユダヤ教徒とイエズス会宣教師
14世紀のスペインで、ユダヤ人が血祭りにあげられた。犠牲者は7万人以上で、迫害を避けるため、ユダヤ人の多くは改宗キリスト教徒（コンベルソ）となった。このような改宗者は、「マラーノ」（豚）と呼ばれた。
ポルトガル国王ジョアン三世の命で、アジアでの布教を先駆けて展開したイエズス会には、当初コンベルソ会員の存在は他の修道院と比較してもとりわけ多く、キリスト教世界の拡大を目的とするとイエズス会の在り方と、コンベルソを内に抱える二重性からは様々な軋轢が生じた。リスボンで最初に行われたアウト・ダ・フェ（異端判決宣告式）は1540年9月26日で、フランシスコ・ザビエルも死刑囚の聴罪司祭として立ち会った。1560年代には異端審問で有罪宣告を受ける者が急増したが、やがて、海外遠征などにかかる経済支援をコンベルソに求めるようになり、1577年には二十五万クルザードの出資と引き換えに有罪判決時の財産没収免除と自由な国外移住が許可された。
コンベルソであっても、本人がキリスト教徒と自覚して生活している限り、他の修道院においてもキリスト教の聖職者になることはできたが、コンベルソの一族であることは強く意識された。イエズス会史料においてもコンベルソの場合は隠語である「ビスカイヤ人 biscaino」を記載して区別していた。フランシスコ・ザビエルは、「インドにいるポルトガル人はキリスト教の信仰心は薄く、ユダヤ教やイスラム教を実践しており、それを全く隠していない」という理由でゴアの宗教裁判所開設を求める書簡を送っている。

### 日本で活動したコンベルソ
ポルトガル商人として来日したルイス・デ・アルメイダは、1556年に日本でイエズス会入会に際し巨額の寄付を行い、日本のイエズス会が関わる南蛮貿易への参加資格を確保したコンベルソである。同じく商人として来日したアイレス・サンチェスも日本でイエズス会に入会したコンベルソで、アルメイダが設立した豊後府内の病院で医師補助として働いた。マカオにいたポルトガル商人の約半数が通常なら異端審問で処刑されるレベルのコンベルソだったという。
ヴァリニャーノの命で1590年に日本準管区長に就任したペドロ・ゴメスもコンベルソだとされる。本来はコンベルソが管区の上長になる例は殆どなかったが、秀吉の伴天連追放令で日本が宣教師にとって生命の危険を伴うことになったことで、コンベルソでも管区の上長になれたとされている。

## 日本での活動
日本でのイエズス会事業は、ルイス・フロイスやグネッキ・ソルディ・オルガンティノ、ルイス・デ・アルメイダといった優秀な宣教師たちの活躍で大きく発展した。日本人初のイエズス会士は薩摩国（鹿児島県）出身のベルナルドで、彼は日本人初のヨーロッパ留学生としてポルトガルに渡り、1553年にリスボンで入会して修道士となった。1561年には琵琶法師であったロレンソ了斎が入会。有名な天正遣欧少年使節を計画したのはイエズス会の東洋管区の巡察師アレッサンドロ・ヴァリニャーノであった。
1580年に大村純忠が長崎の統治権をイエズス会に託したことは、長崎をイエズス会専用の港にすることで南蛮船がもたらす貿易利益を独占しようとした大村純忠と、戦乱の影響を受けずに安心して使える港を探していたイエズス会の両者の利害の一致によるものであった（ただし大村純忠は実際に熱心な信徒でもあり、領民への改宗強制や仏教や神道への迫害を行ったため領内で反発を招いている）。しかし、これをスペイン・ポルトガルによる日本征服の第一歩ではないかと疑いの目を向けた豊臣秀吉は、1587年にバテレン追放令を発布し、イエズス会から長崎を取り上げて直轄領とした。最終的に江戸幕府による禁教令によって、宣教師と協力者たちは処刑・追放となり、正保元年（1644年）マンショ小西の殉教を最後に日本人司祭も存在しなくなり、江戸時代にイエズス会は日本での活動を終えた。
イエズス会内部には、アメリカ大陸と同様に、武力による日本・明国の征服を主張する者もあった。アレッサンドロ・ヴァリニャーノなども書簡でこの考えを述べており、九州のキリシタン大名を糾合し、長崎を軍事拠点とする計画であった。サン＝フェリペ号事件のあとでは武力制圧計画が再度持ち上がった。

## 会員の養成
イエズス会員の養成は、霊的養成、知的養成、司牧活動（世界のいずれの場所でも働ける修道者としての）養成の三つの分野からなる。イグナティウス・デ・ロヨラはルネサンス人であり、会員たちにどんな仕事でもすぐにできるようあらゆる分野での準備をしておくことを求めた。司祭養成には（当該人物の学歴にもよるが）通常10年から12年かかる。
養成にはいくつかの段階があるが、養成に先立っておかれるのが志願期という時期である。志願期にはその人物が霊的指導を受けながらイエズス会員にふさわしいかどうかが慎重に調べられる。志願期を終えた後でようやく養成の正式な第一段階である修練期に入る。2年間の修練期では修練院（修道院）で暮らしながら、霊操を受け、イエズス会の歴史や霊性について学ぶ。同時にイエズス会の使徒職を実際に手伝うことで体験する。修練が終わると、初誓願を立てる。誓願とはカトリック教会の修道者が立てる従順、清貧、貞潔の三つの誓いのことである。誓願を立てた後で神学の勉強を継続して司祭職を目指すか、修道士になるか選ぶことになる。修道士を目指すものはそれぞれの希望や適性に応じて専門性の高い勉学をおこなう場合も多い。
司祭職を目指す場合、以下のようなコースを進むことになる。まず、哲学と神学を学ぶ。次に実地課程という期間が2年あるいは3年間あり、実際のイエズス会の使徒職に従事する。その後さらに神学の勉強を深め、叙階を受ける。叙階後の数年間支部における活動に従事した後で、再び養成支部に戻り、第3修練と呼ばれる期間に入る。これは文字通り修練期の内容を実際の体験を通してさらに深める期間である。この期間に1か月の霊操を再び授かることで霊的にもより深められる。
つねに世界のどこでも活動できることを求めるイエズス会において、現代の会員たちは英語の習得が求められている。英語が母語である会員にはスペイン語の学習が求められる。

## 批判
イエズス会は近代において、プロテスタント側のみならずカトリック側の人間からも、さまざまな陰謀の首謀者と目されることが多かった。「イエズス会員」を表す言葉（たとえば英語のJesuit）が、しばしば「陰謀好きな人、ずる賢い人」という意味でも用いられるのは、その名残である。イエズス会は「より大いなる善」のためなら、どんなことでもするというイメージをもたれており、そのため教皇や各国元首暗殺、戦争、政府の転覆など、あらゆる「陰謀」の犯人とされた。さらにイエズス会の組織の強力さとその影響力の大きさのゆえに、教皇とバチカン市国を陰から操っているのは、実はイエズス会総長であるという噂が、まことしやかに吹聴されてきた。
フィクションの中でも、陰謀の枢軸としてのイエズス会がしばしば強調される。デュマの『ダルタニャン物語』では、イエズス会の管区長となるためには、世界を揺るがすほどの秘密を持っていなければならないとされ、フランス王ルイ14世に瓜二つの双子の弟がいるという重大な秘密を握っていた三銃士のひとりアラミスが管区長となる。管区長アラミスは、その秘密を用いてフランス王を双子の弟と取り換え、自らの傀儡にしようとするのである。イエズス会が陰謀の首謀者とされている代表例の一つと言える。
現代においても、イエズス会員について「過度に進歩的であり、特定の話題において教会の公式な教説に反することを説くことがある」と批判されることがある。たとえば、人工妊娠中絶手術、司祭の独身性、同性愛、奴隷貿易及び、解放の神学などの話題が、それにあたる。

## 著名な会員
ロヨラやザビエルなどの創立メンバー以外にも、イエズス会には多くの著名人がいる。
- アタナシウス・キルヒャー（Athanasius Kircher） ドイツ出身、17世紀の万能学者。
- アルフレート・デルプ（Alfred Delp)　20世紀、ドイツ出身。ヒトラーを厳しく批判しつづけて処刑される。
- アルフォンス・デーケン (Alfons Deeken) 哲学者、上智大学名誉教授。死生学研究で有名。
- アルベルト・ウルタード（St. Alberto Hurtado） チリの社会運動家、聖人。
- アレクサンドル・ドゥ・ロード（Alexandre de Rhodes） 16世紀、フランス出身。ベトナム宣教で活躍。
- アレッサンドロ・ヴァリニャーノ（Alessandro Valignano） 16世紀、イタリア出身。戦国時代の日本に巡察師として到来。
- アロイシウス・ゴンザーガ（St. Aloysius Gonzaga） 16世紀、マントヴァの名家ゴンザーガ家の出身。青少年の守護聖人。
- アルフォンソ・ロドリゲス（St. Alphonsus Rodríguez）　16・17世紀に活躍したイエズス会ブラザーの保護者。聖人。
- アンソニー・デ・メロ（Anthony de Mello） インド出身。数々の霊的著作で知られるが、バチカンからクレームがついたこともある。
- アントニオ・ヴィエイラ（Antonio Vieira 1608–1697） 17世紀、ポルトガル出身。ブラジルで活躍した宣教師であり、ポルトガル王の信頼厚い外交官でもあった。
- アンジェイ・ボボラ（St. Andrzej Bobola） 16世紀、ポーランド出身。ポーランド宣教で活躍するもコサックに暗殺される。ピウス11世により列聖される。
- アヴェリー・デュレス（Avery Dulles） アメリカ出身。20世紀を代表する神学者の一人、枢機卿。
- アダム・シャール（Johann Adam Schall von Bell） 湯若望として知られる。清朝宮廷で活躍。
- イグナシオ・エラクリア（Ignacio Ellacuría）中央アメリカ大学総長、1989年エル・サルバドルで暗殺される。
- イグナチイ・ツェンマルトニー（Ignacije Szentmartony） 18世紀 クロアチア出身の数学者・天文学者。
- 伊東マンショ 天正遣欧少年使節の主席正使。
- ヴォイチェフ・メンチンスキー（Wojciech Męcińsk） ポーランド出身。1643年、長崎・西坂で殉教[28]。
- エウセビオ・キノ（Eusebio Francisco Kino） 17世紀、スイス出身。南米のインディアンへの宣教と地図作成に功。
- エドマンド・キャンピオン（St. Edmund Campion） 16世紀、イギリスで捕らえられ処刑される。聖人。
- オラシオ・デラ・コスタ（Horacio De La Costa） 歴史家。フィリピン人としてはじめてフィリピン管区長になる。
- カール・ラーナー（Karl Rahner） 20世紀を代表する神学者の1人。
- 門脇佳吉　日本の神学者。禅の研究で著名。
- カルロ・マリア・マルティーニ（Carlo Maria Martini） ミラノ大司教、枢機卿を歴任。
- クラウス・リーゼンフーバー(Klaus Riesenhuber)  哲学者、上智大学名誉教授。
- クリストフ・クラヴィウス（Christoph Clavius） 16世紀、ドイツ出身。物理学者。グレゴリオ暦算定の中心人物。
- クリストフ・グリーンベルガー（Christoph Grienberger）16世紀の天文学者。
- クリストフ・シャイナー（Christoph Scheiner）16世紀の天文学者。
- クロード・ジャン・アルエ（Claude-Jean Allouez） 17世紀、フランス出身、五大湖周辺を回り、ネイティブ・アメリカンに宣教。
- ゲオルク・ヨーゼフ・カメル（Georg Joseph Kamel） 17世紀、モラヴィア出身。宣教師としてフィリピンで活躍。植物学者として椿を初めてヨーロッパに紹介した。ツバキの学名Camelliaはこのカーメルに由来。
- ジェームズ・ウォルシュ（James Walsh） 神学者、ジョージタウン大学教授。
- ジェラード・マンリ・ホプキンス（Gerard Manley Hopkins）19世紀、イギリス出身。ジョン・ヘンリー・ニューマンの影響でカトリックに改宗し、イエズス会に入会。『ドイチュランド号の難破』など英国文学史に名前を残す。
- ジャック・クルトワ（Jacques Courtois） フランス出身。17世紀の画家。
- ジョセフ＝マリー・アミオ（Jean Joseph Marie Amiot）フランス出身。中国において「銭徳明」の名で活躍し、『孫子』を欧州に紹介、作曲家としても知られる。
- ジュゼッペ・カスティリオーネ（Giuseppe Castiglione） 画家として清朝宮廷で重用され、郎世寧を名乗る。
- ジュリオ・アレーニ（Giulio Alenio） 17世紀、イタリア出身。正確な中国地図を作成。
- ジョアン・ロドリゲス - ポルトガル出身。安土桃山時代の日本で布教。『日本大文典』・『日本教会史』の著者として知られる。
- ジョゼ・デ・アンシエタ（José de Anchieta） ブラジル、サンパウロ市の創設者。
- ジョン・コートニー・マリ （John Courtney Murray） 20世紀、アメリカ出身。思想家。
- ジョン・キャロル（John Carroll）アメリカ合衆国最初の司教にしてジョージタウン大学の創立者。
- ジョン・ジェラード（John Gerard） イギリス出身。ロンドン塔に収監されながら釈放された数少ない生存者。
- ジロラモ・デ・アンゼリス 17世紀、日本の東北地方で布教。江戸で殉教。
- トマス・エウィン・シャーマン（Thomas Ewing Sherman） 南北戦争の英雄ウィリアム・シャーマン将軍の息子。
- 中浦ジュリアン 天正遣欧使節の副使。福者。
- バーナード・ロナガン（Bernard Lonergan） カナダ出身、哲学者・神学者。代表作『インサイト』。
- パウロ三木 16世紀の日本人、日本二十六聖人殉教者の1人。
- 原マルティノ　天正遣欧使節の副使。
- バルタサル・グラシアン(Baltasar Gracián y Morales) 17世紀スペインの哲学者・神学者。
- ピーター・ミルワード(Peter Milward) 英文学者、上智大学名誉教授。
- ピエール・テイヤール・ド・シャルダン（Pierre Teilhard de Chardin） フランス出身の思想家。北京原人の発掘に携わったことでも知られる。
- ピエール・ファーヴル（Peter Faber） イエズス会創設メンバーの1人、ヨーロッパ各地で宣教。福者。
- フェルディナント・フェルビースト（Ferdinand Verbiest:1623-1688）フランドル（現在のベルギー）出身、南懐仁（ナン・ファイレン）を名乗った。清朝康熙帝（1654年-1722年:在位1661年-1722年）に重用される。明朝末期から清朝にかけてヨーロッパの技術による世界地図『坤輿全図』を製作。中国初の国境制定（ネルチンスク条約）へ影響を与えた。天文学への貢献、蒸気自走車製作などもおこなっている。
- フーゴ・マキビ・エノミヤ＝ラッサール(Hugo Makibi Enomiya-Lassalle) 禅に傾倒し、日本に帰化した司祭。
- フランシスコ　第266代ローマ教皇。ベルゴリオ枢機卿。
- フランシスコ・カブラル　戦国時代末期の日本を訪れたイエズス会宣教師。
- フランシスコ・スアレス（Francisco Suarez） 16世紀、スペイン出身。ローマ学院で教えた神学者。
- フランチェスコ・デ・ヴィコ（Francesco de Vico） 19世紀、イタリア出身。天文学者としてコッレージョ・ロマーノの天文台で観測を行い、周期彗星2個、非周期彗星4個を発見。
- フランシスコ・デ・トレド（Francisco de Toredo） 16世紀、スペイン出身。ローマ学院で教えた神学者。
- フランソワ・ダギロン（François d'Aguillon） 16世紀、ベルギー出身。数学と物理学に業績がある。
- フランツ・イェッツィンガー（Franz Jetzinger） 神学教授、ヒトラーの青年時代の伝記を記す。
- フレデリック・コプルストン（Frederick Copleston） 20世紀、イギリス出身。全12巻の『西洋哲学史』で有名。
- ペトルス・ヨセフス・ツェートムルダー（Petrus Josephus Zoetmulder）オランダ出身。古ジャワ語研究の大家。
- ペトロ・カスイ・岐部 17世紀日本の殉教者。福者。
- ペトルス・カニシウス（St. Petrus Canisius） オランダ出身。イエズス会の最初期のメンバーの1人。教会博士、聖人
- ペドロ・クラベル（St. Peter Claver） 16世紀、聖人。南米で黒人奴隷の霊的指導にあたる。
- ペドロ・ダ・フォンセカ（Pedro da Fonseca） 16世紀、ポルトガル出身。「ポルトガルのアリストテレス」と呼ばれる。スコラ哲学を再生。
- ヘルマン・ホイヴェルス (Hermann Heuvers)　第２代上智大学学長。エッセイで著名。
- ヘンリー・ガーネット（St. Henry Garnett）イギリス管区初代管区長、火薬陰謀事件で陥れられ処刑される、聖人。
- ホアン・アンドレス（Juan Andres）18世紀スペインの論客。
- ホセ・マリア・ルビオ（St. José María Rubio） スペイン出身。2003年に列聖される。
- マテオ・リッチ（Matteo Ricci）17世紀、イタリア出身。中国で活躍した宣教師でもっとも有名。中国にヨーロッパ文化を伝え、ヨーロッパに中国文化を伝えた。
- マヌエル・ダ・ノブレガ（Manoel da Nóbrega） 16世紀、ポルトガル出身。リオデジャネイロ市の創設者。
- ヤコブ・バルデ（Jakob Balde）ドイツ出身、マクシミリアン1世の宮廷付司祭。
- ヤン2世カジミェシュ・ヴァーザ 17世紀、ポーランド出身。イエズス会退会後、ポーランド国王になる。
- ヨゼフ・ピタウ(Joseph Pittau) 上智大学学長、グレゴリアン大学学長、バチカン教育省局長を歴任。
- ヨハネス・ベルヒマンス（St. John Berchmans） 16世紀、ベルギー出身。若くして亡くなったが1888年に列聖された。
- ルイス・デ・モリーナ（Luis de Molina） 16世紀、スペイン出身。神学者。
- ルイス・フロイス（Luis Frois）16世紀、ポルトガル出身。戦国時代の日本に到来し、『日本史』を表す。
- ルジェル・ヨシプ・ボスコヴィッチ（ルッジエーロ・ジュゼッペ・ボスコヴィッチ Ruđer Josip Bošković） 18世紀、ダルマチア出身の物理学者。ローマ学院で教える。イタリア科学アカデミーを創設。
- レオンハルト・レッシウス（Leonardus Lessius）16世紀、ベルギー出身。サラマンカ学派の重鎮。倫理神学・経済学の論文で有名。
- ロバート・M・フリン(Robert M.Flynn) 中学・高校生向けの英語教科書を製作。
- ロバート・ドゥリナン（Robert Drinan） 20世紀、司祭としてアメリカ合衆国連邦議会下院議員（民主党）になった唯一の人物。
- ロケ・ゴンサレス・デ・サンタクルス（Saint Roque González de Santa Cruz） パラグアイ宣教で有名。殉教者。
- ロベルト・ベラルミーノ（Roberto Bellarmino） 17世紀、イタリア出身。枢機卿にして稀代の論客。
- ロベルト・デ・ノービリ （Roberto de Nobili） 16世紀、イタリア出身。インド宣教で適応政策を実施して活躍。
- ロレンソ了斎　16世紀日本の修道士。

## 歴代総長一覧
1. イグナティウス・デ・ロヨラ（1541年 - 1556年）
2. ディエゴ・ライネス（1558年 - 1565年）
3. フランシスコ・ボルハ（1565年 - 1572年）
4. エヴェラール・メルキュリアン（1573年 - 1580年）
5. クラウディオ・アクアヴィーヴァ（1581年 - 1615年） 総長としての在位期間は史上最長。
6. ムツィオ・ヴィテレスキ（1615年 - 1645年）
7. ヴィンチェンツォ・カラハ（1646年 - 1649年）
8. フランチェスコ・ピッコローミニ（1649年 - 1651年）
9. アレクサンドロ・ゴッディフレディ（1652年） 選ばれてすぐ逝去。
10. ゴスヴィン・ニッケル（1652年 - 1664年）
11. ジョバンニ・パオロ・オリヴァ（1664年 - 1681年）
12. シャルル・ド・ノワイエル（1682年 - 1686年）
13. ティルソ・ゴンサレス（1687年 - 1705年）
14. ミケランジェロ・タンブリーニ（1706年 - 1730年）
15. フランティシェク・レッツ（1730年 - 1750年）
16. イニャツィオ・ヴィスコンティ（1751年 - 1755年）
17. ルイジ・チェントゥリネ（1755年 - 1757年）
18. ロレンツォ・リッチ（1758年 - 1773年） イエズス会が禁止になり、サンタンジェロ城に幽閉される。
19. タデウス・ブルツォツォフスキ（1814年 - 1820年）
20. ルイジ・フォルティス（1820年 - 1829年）
21. ヤン・フィリップ・ローターン（1829年 - 1853年）
22. ピーテル・ベックス（1853年 - 1887年）
23. アントン・アンデルレディ（1887年 - 1892年）
24. ルイス・マルティン（1892年 - 1906年）
25. フランツ・ヴェルンツ（1906年 - 1914年）
26. ヴロディミール・レドホフスキ（1915年 - 1942年）
27. ヨハネス・バプティスタ・ヤンセンス（1946年 - 1964年）
28. ペドロ・アルペ（1965年 - 1983年） 長く日本で働く。医学を学んでおり、原爆投下時の広島に居合わせたため、会員を率いて救護活動にあたった。
29. ペーター・ハンス・コルヴェンバッハ（1983年 -  2008年）
30. アドルフォ・ニコラス（2008年 - 2016年） 1936年スペイン生れ。過去に日本管区長を務め、上智大学で神学を教えていた。また、東アジアでの布教、司牧活動を長期間行った。
31. アルトゥロ・ソサ・アバスカル（2016年 - ）初の欧州外出身総長[29]。1948年ベネズエラ生まれ。政治学博士として ベネズエラ中央大学（スペイン語版） でベネズエラ政治史を教えていた。政治学に関するさまざまな研究を行った。

## 関連施設

### 教育機関
イエズス会は高等教育を使命とし、長きにわたって世界中で高等教育機関を運営してきた。イエズス会学校は数多く著名な卒業生たちを輩出している。いくつかあげると以下のようなものがある。
- 韓国 ソウル 西江大学校
- フィリピン ケソンシティ アテネオ・デ・マニラ大学
- アメリカ合衆国 シカゴ ロヨラ大学
- アメリカ合衆国 マサチューセッツ ボストンカレッジ
- アメリカ合衆国 ワシントンD.C. ジョージタウン大学
- アメリカ合衆国 ニューヨーク フォーダム大学
- アメリカ合衆国 ニュージャージー セントピーター大学（英語版）
- アメリカ合衆国 サンタクララ（サンノゼ近郊）サンタクララ大学
- アメリカ合衆国 サンフランシスコ サンフランシスコ大学
- アメリカ合衆国 シアトル シアトル大学
- イギリス ロンドン ヒースロップカレッジ（英語版）
- イタリア ローマ グレゴリアン大学

### 日本の教育機関

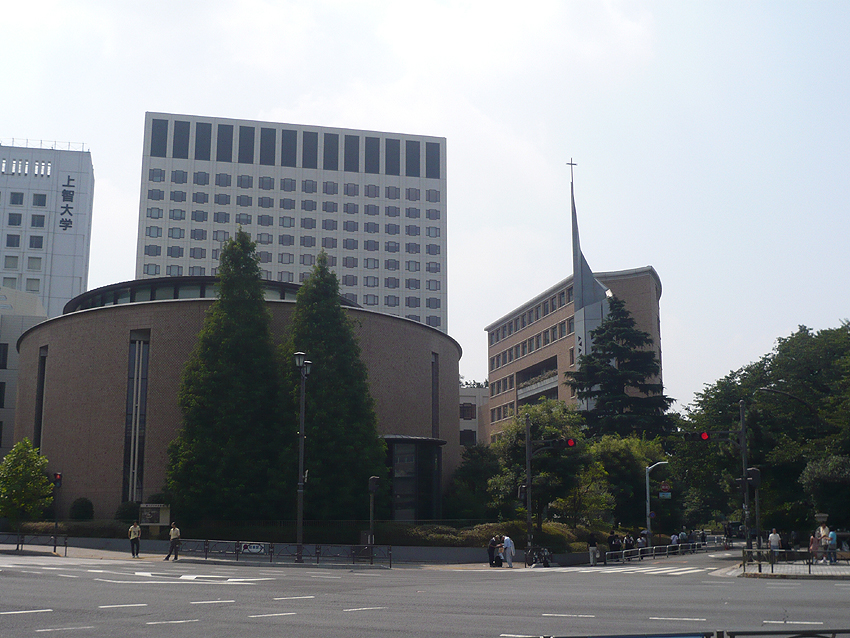
聖イグナチオ教会

1908年（明治41年）に再来日したイエズス会は現在、日本で以下のミッションスクールを運営している。また、広島教区（岡山・広島・島根・鳥取・山口の中国地方5県）や東京の麹町教会（聖イグナチオ教会）などにおける司牧を担当している。
上智学院設置校
- 上智大学（東京都千代田区）
- 上智大学短期大学部（神奈川県秦野市）
- 栄光学園中学校・高等学校（神奈川県鎌倉市）
- 六甲学院中学校・高等学校（兵庫県神戸市灘区）
- 広島学院中学校・高等学校（広島県広島市西区）
- 上智福岡中学校・高等学校（福岡県福岡市中央区）

系列校
- エリザベト音楽大学（広島県広島市中区）

### 著名な聖堂

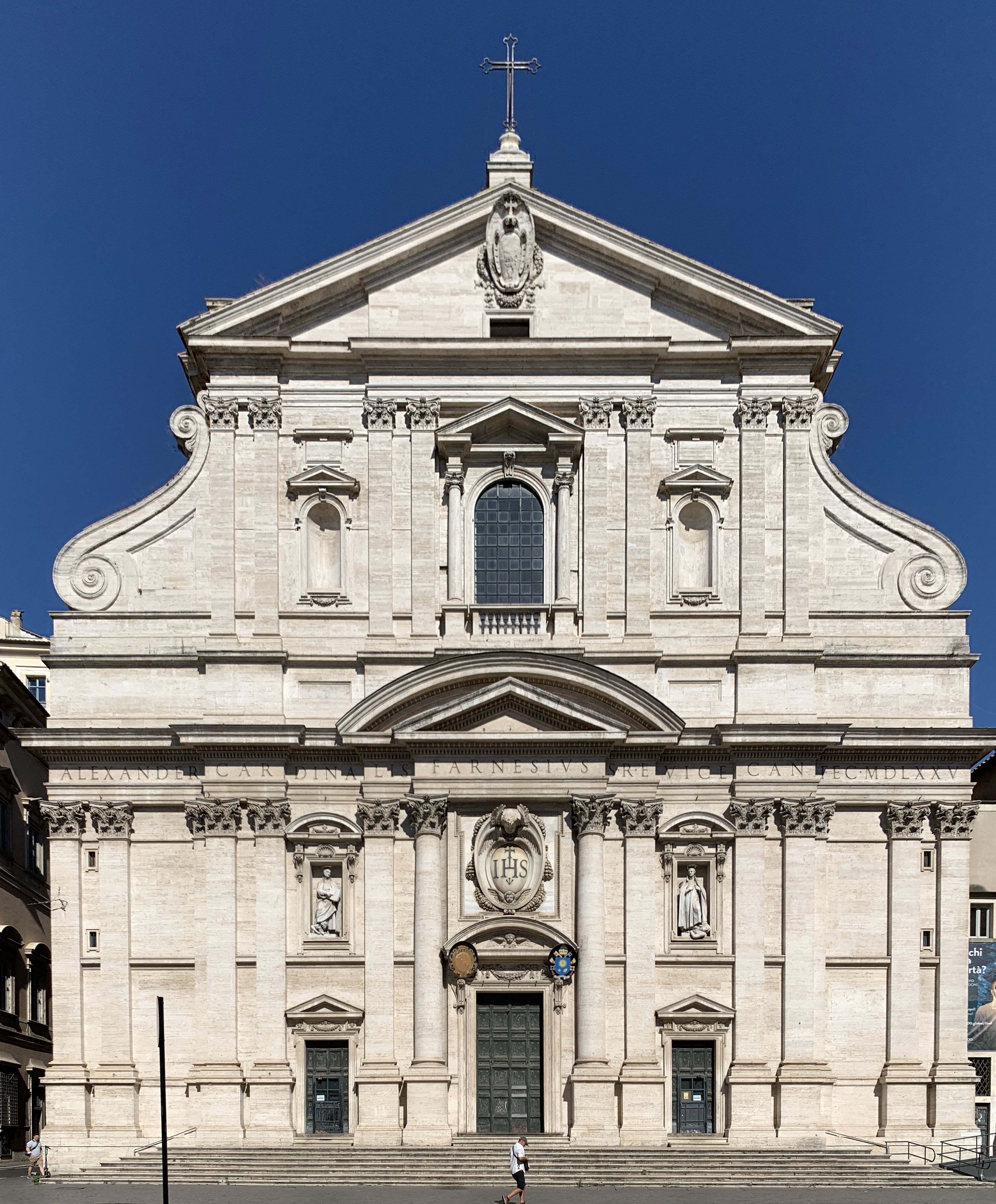
ローマ・ジェズ教会

学校や教育機関だけでなく、イエズス会は世界各地で聖堂や教会を建立しており、歴史的に価値のあるものが多い。
- 聖パウロ大聖堂跡（マカオ） - 16世紀に日本を追われた信徒たちが彫刻を施したことで知られるが、19世紀に火事で崩壊。ファサードのみ残る。
- ジェズ教会（ローマ） - 元イエズス会本部聖堂
- アテネオ・デ・マニラ大学付属聖堂（マニラ）
- ラ・サンティッシマ・トリニダド・デ・パラナ（パラグアイ）

## 関連書籍
- イエスズ会（耶蘇会）『日本年報』等（1552年 - 1624年）、大分県史料刊行会編『大分県史料 第15』。大分県立教育研究所、1963年
- 高橋裕史 『イエズス会の世界戦略』、講談社選書メチエ、2006年
- フィリップ・レクリヴァン 『イエズス会 世界宣教の旅』、垂水洋子訳（「知の再発見」双書53）創元社、1996年
- ウィリアム・バンガート 『イエズス会の歴史』、岡安喜代・村井則夫訳、上智大学中世思想研究所監修
原書房、2004年／中央公論新社〈中公文庫〉（上下）、2018年
- イエズス会日本管区編 『100年の記憶 イエズス会再来日から一世紀』、南窓社、2008年